# Knockin Castle
Knockin Castle ist eine Burgruine im Dorf Knockin zwischen Oswestry und Shrewsbury in der englischen Grafschaft Shropshire.
Die Motte ließ Guy le Strange zwischen 1154 und 1160 errichten. Sie blieb den größten Teil des Mittelalters in Händen der Familie Le Strange. Beim ersten Krieg der Barone in der Regierungszeit von Johann Ohneland wurde die Burg beschädigt, aber dann ließ sie John le Strange wieder reparieren.
1540 wird Knockin Castle als „in Ruinen“ beschrieben. Heute ist von der Burg nur ein mit Bäumen bestandener Mound erhalten.